# Differdange
Differdange (Déifferdeng en luxemburgués) es una comuna del suroeste de Luxemburgo.

## Población

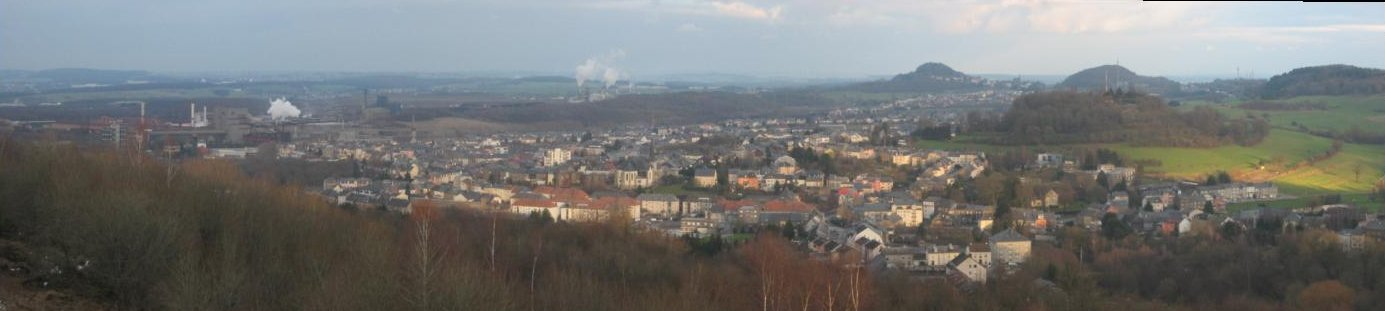

Ciudad industrial, Differdange se desarrolló al mismo tiempo que la siderurgia luxemburguesa. Su territorio limita con Francia.
Es la tercera ciudad del estado, con 21.800 habitantes.

## Administración
El alcalde de Differdange es Roberto Traversini (Los Verdes desde el 27 de enero de 2014.
La comuna de Differdange es el resultado de la fusión de las antiguas comunas de Differdange, Lasauvage, Niederkorn y Oberkorn.

## Deportes
- FC Differdange 03 juega en la Division Nationale y su estadio es el Stade de Thillenberg.
- FA Red Boys Differdange fue un equipo fundado en 1907 y desapareció en 2013, jugó en la Division Nationale y su estadio era Stade de Thillenberg.
- Red Boys Differdange juega en la Sales Lentz League y su estadio es el Avenue Parc des Sports à Oberkorn.
- CS Oberkorn juega en la Primera División de Luxemburgo y su estadio es el Stade Municipal.
- AS Differdange fue un equipop fundado en 1921 se disolvió en 1941 se refundo en 1944 y desapareció en 2003, compitió en la Division Nationale y su estadio era el Stade Henri Jungers

## Localidades hermanadas
Differdange está hermandado con
- Ahlen (Alemania),
- Chaves (Portugal),
- Fiuminata (Italia),
- Longwy (Francia) y
- Waterloo (Bélgica).